# Сатыево
Сатыево (баш. Сатый) — село в Миякинском районе Башкортостана, административный центр Сатыевского сельсовета.

## Население
| 2002 | 2009 | 2010 |
| ---- | ---- | ---- |
| 602  | ↗681 | ↘590 |

Национальный состав
Согласно переписи 2002 года, преобладающие национальности — башкиры (20 %), татары (80 %) .

## Географическое положение
Расстояние до:
- районного центра (Киргиз-Мияки): 31 км,
- ближайшей ж/д станции (Аксёново): 74 км.

## Достопримечательности
- Сатыевский курган — в 3 км выше села Сатыево, на правом распахиваем берегу реки Уязы на небольшой возвышенности, напротив летней фермы.